# 열린사람들:미개인
《열린사람들:미개인》은 유튜브 채널 <열린사람들>에서 2015년 9월 21일부터 제작되고 있는 사회공익적 프로그램이다. 주로 도전하는 삶을 실천하고 있는 도전 정신이 투철한 사람 또는 보이지 않는 곳에서 사회에 공헌을 하고 있는 각계각층의 사람들을 '소셜스타'로 표현하여 다루고 있으며, 그 후 2016년 4월 21일부터 채널 열린사람들이 네이버TV캐스트 공식예능채널로 편성되어 방송 중이다. 1화 방송에는 커뮤니티 기부대란으로 유명세를 탄 가수엔터스가 출연하였고, KBS2에서 2015년 7월부터 방영된 청춘FC 헝그리 일레븐의 이제석이 방송 종영 이후 최초로 모습을 드러내 많은 관심을 받았다. 최초로 ‘소셜스타토크쇼'라는 표제를 걸고 방송을 하고 있으며, 방송 제작 한달여 만에 10만뷰를 돌파했다.